# Basellgewächse
Die Basellgewächse (Basellaceae) sind eine Familie in der Ordnung der Nelkenartigen (Caryophyllales) innerhalb der Bedecktsamigen Pflanzen. Einige Arten besitzen Pflanzenteile die vom Menschen gegessen werden. Einige Anredera- und Basella-Arten werden als Zierpflanzen verwendet.

## Beschreibung

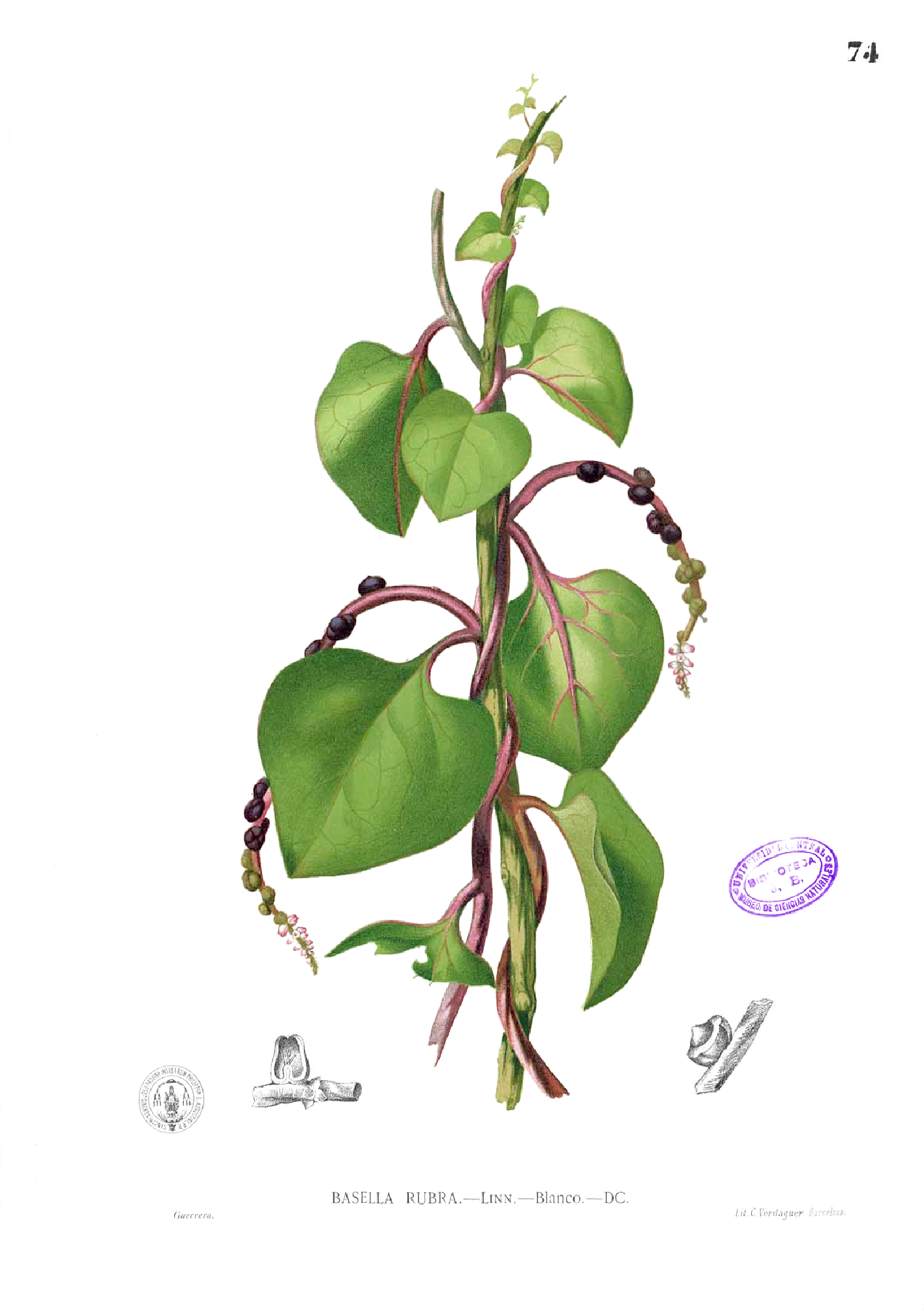
Illustration von Basella alba aus Blanco, etwa 1880

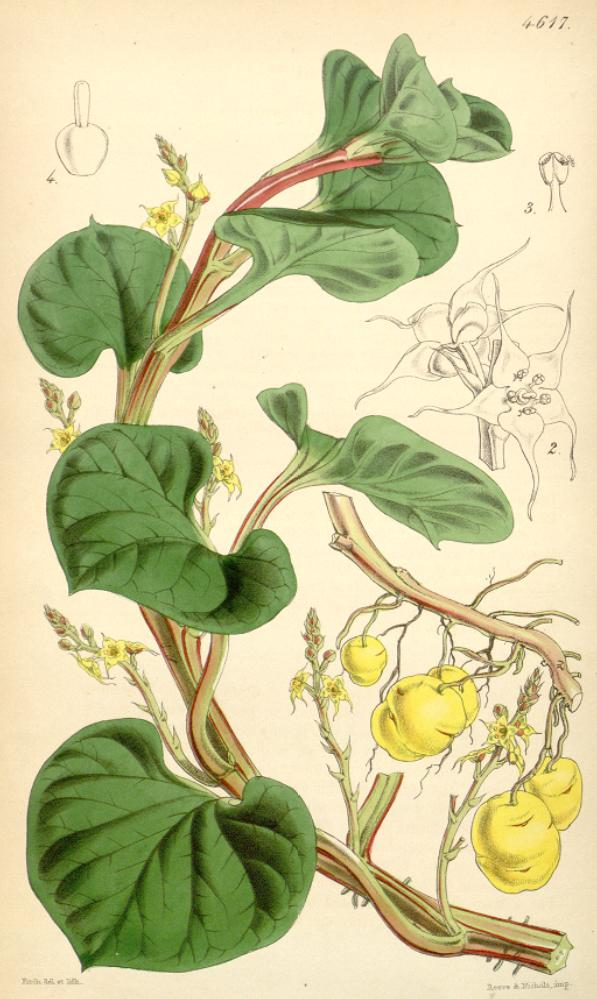
Ullucus tuberosus, Illustration von Sir William Jackson Hooker in Curtis botanical magazine, Volume 77, Ser. 3, Nr. 7, 1851, Tafel 4617

### Vegetative Merkmale
Basellgewächse sind meist ausdauernde, krautige Pflanzen oder selten Halbsträucher. Sie wachsen selbstständig aufrecht oder häufig als Kletterpflanzen. Die Wurzeln sind faserig bis verdickt. Einige Arten bilden Rhizome oder Knollen, die sowohl unterirdisch als auch oberirdisch sein können, als Überdauerungsorgane. Die basalen Bereiche der Sprossachsen sind häufig verdickt, einige Arten sind hierdurch etwas sukkulent. Die Sprossachsen mancher Arten können mehrere Meter lang werden. Alle Pflanzenteile sind meist unbehaart.
Die gestielten oder ungestielten Laubblätter sind meist wechselständig, selten fast gegenständig angeordnet. Die einfache Blattspreite ist häufig etwas fleischig. Der Blattrand ist meist glatt, selten durch Drüsen gezähnt. Die Stomata sind paracytisch. Nebenblätter sind nicht vorhanden.

### Blütenstände und Blüten
In achsel- oder endständigen, mit oder ohne Blütenstandsschäften, ährigen, rispigen oder traubigen Blütenständen mit etwa drei haltbaren oder früh abfallenden Tragblättern stehen viele Blüten zusammen. Unter jeder gestielten oder ungestielten Blüte befinden sich zwei gegenständige, haltbare oder früh abfallende Deckblätter.
Die relativ kleinen, zwittrigen (selten funktional eingeschlechtigen) Blüten sind radiärsymmetrisch, manchmal kleistogam und meist fünfzählig. Es kann ein Blütenbecher (Hypanthium) vorhanden sein. Die nur zwei gegenständigen, kronblattähnlichen, häutigen bis sehr dicken oder selten fleischigen Kelchblätter sind frei oder manchmal an ihrer Basis verwachsen stehen zu den Deckblättern um 180° versetzt und sind mindestens mit der Basis der Kronblätter verwachsen. Während der Blütezeit sind die Kelchblätter grünlich, weißlich bis rötlich und während der Fruchtreife sind sie bräunlich bis mehr oder weniger schwarz. Die meist fünf (selten vier bis 13) Kronblätter sind nur an ihrer Basis bis höchstens zwei Drittel ihrer Länge verwachsen und sind in Form und Farbe den Kelchblättern ähnlich. Möglicherweise sind, ähnlich wie zumindest in Teilen der Portulakgewächsen, Kelch- und Kronblätter nicht echt und die Kelchblätter sind vielleicht verschobene, modifizierte Hochblätter (Brakteen), während die Kronblätter verschobene Kelchblätter darstellen und echte Kronblätter fehlen (H. P. Sharma 1961 oder C. R. Sperling 1987).
Es ist ein Kreis aus meist fünf (selten vier bis neun) Staubblättern vorhanden. Die Staubfäden sind nur an ihrer Basis bis höchstens zwei Drittel ihrer Länge mit den Kronblättern verwachsen. Die colpaten oder poraten Pollenkörner besitzen eine perforate oder selten reticulate oder spinulose Oberfläche. Drei Fruchtblätter sind zu einem einkammerigen, oberständigen Fruchtknoten verwachsen und besitzen in basaler Plazentation nur eine amphitrope bis campylotrope, bitegmische Samenanlage. Es sind ein bis drei Griffel und immer drei Narben vorhanden. Das oft vorhandene Nektarium ist ringförmig.

### Diasporen und Samen
Die Blütenhüllblätter sind bei Fruchtreife dünnwandig und trocken oder fleischig und umhüllen teilweise oder völlig die Nussfrüchte – sie bilden zusammen die Diaspore, die auch „Utrikel“ genannt wird und geflügelt sein kann. Die kugeligen, meist rostfarbenen Samen besitzen eine häutige Samenschale, viel Endosperm und einen grünen, spiralig gedrehten, halbkreis- oder hufeisenförmigen Embryo.

### Inhaltsstoffe und Chromosomenzahlen
Es sind Betalaine vorhanden. Wenn Flavonole vorhanden sind dann Quercetin. Es werden Calciumoxalat-Kristalle akkumuliert.
Die Chromosomenzahlen betragen n = 11, 12, 22.

## Systematik und Verbreitung
Die Basellgewächse sind heute weltweit in den Tropen und Subtropen verbreitet. Der Verbreitungsschwerpunkt liegt in der Neotropis. Weitere ursprüngliche Heimatgebiete liegen in Afrika einschließlich Madagaskar. In Eurasien und Australien sind einzelne Arten Neophyten. Die meisten Arten gedeihen in trockenen Habitaten.
Von George Bentham und Joseph Dalton Hooker wurden 1862–1883 diese Gattungen in die Chenopodiaceae oder von Augustin Pyramus de Candolle und Alphonse Louis Pierre Pyramus de Candolle 1823–1873 oder von G. Nageshwar und M. Radhakrishnaiah 1993 in die Portulacaceae eingeordnet. Die nach den Prioritätsregeln gültige Veröffentlichung des Familiennamens Basellaceae erfolgte 1837 von Constantine Samuel Rafinesque-Schmaltz in Flora Telluriana, 3, S. 44; die Veröffentlichung von Christian Horace Bénédict Alfred Moquin-Tandon erfolgte erst 1840. Die Typusgattung ist Basella L. Synonyme für Basellaceae Raf. sind: Anrederaceae J.Agardh und Ullucaceae Nakai.
Innerhalb der Ordnung der Caryophyllales stehen die Basellaceae, Halophytaceae, Didiereaceae, und Montiaceae in einer Klade. Diese Klade ist auch nahe mit den Kakteengewächsen (Cactaceae), Portulakgewächsen (Portulacaceae), Anacampserotaceae und Talinaceae verwandt. Die Familie der Basellaceae ist im heutigen Umfang mit nur vier Gattungen und etwa 19 bis 25 Arten monophyletisch (Roger Eriksson 2007).

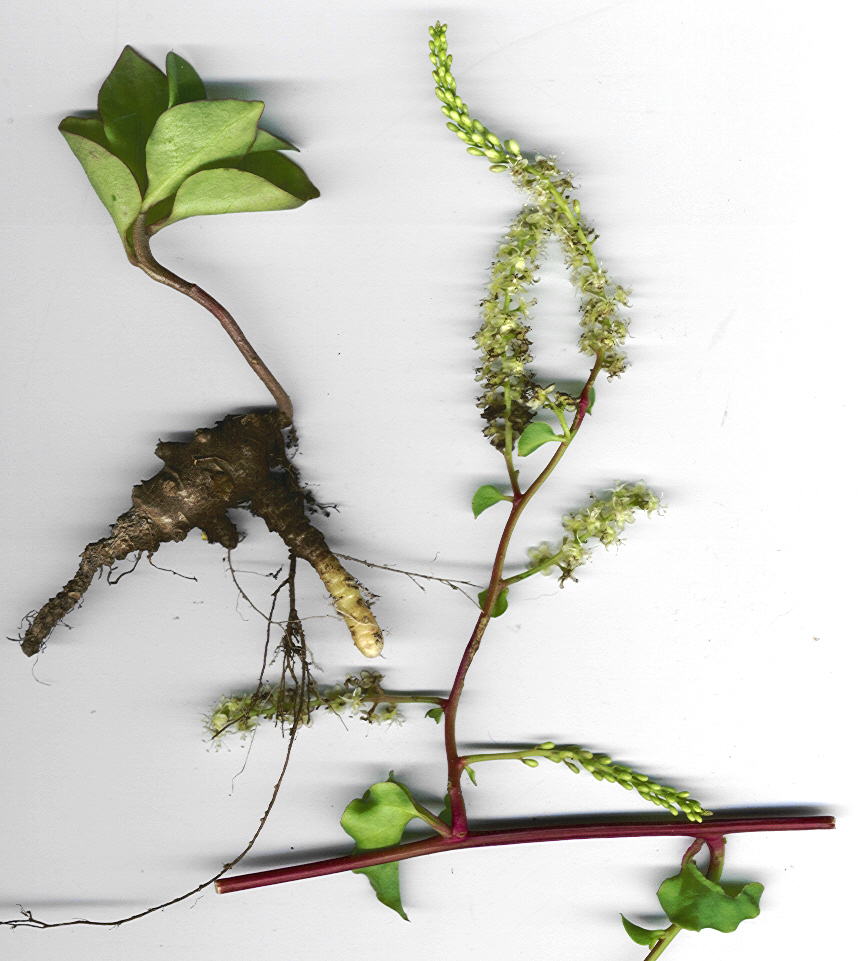
Madeirawein (Anredera cordifolia)

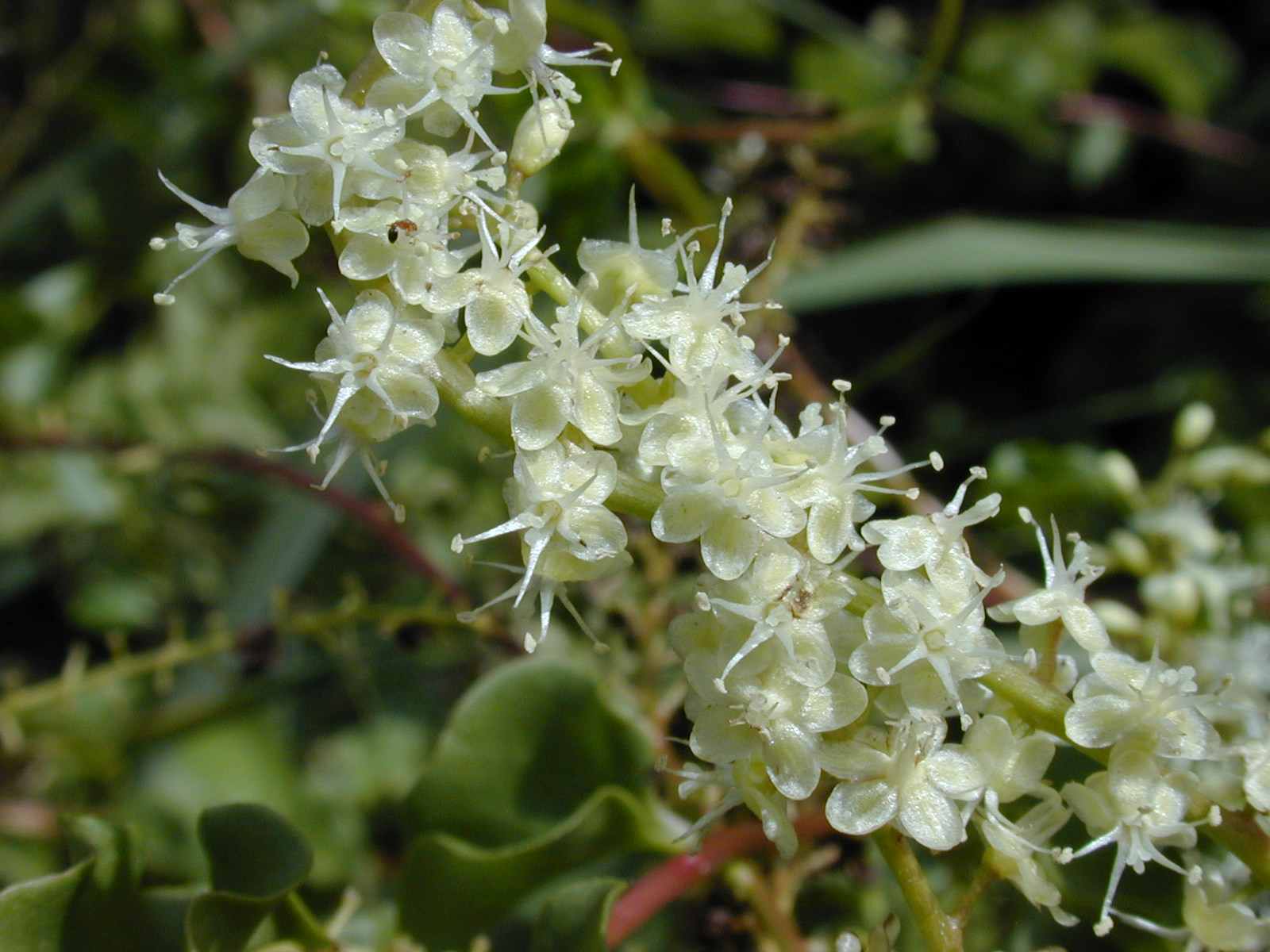
Blüten des Madeiraweins (Anredera cordifolia)

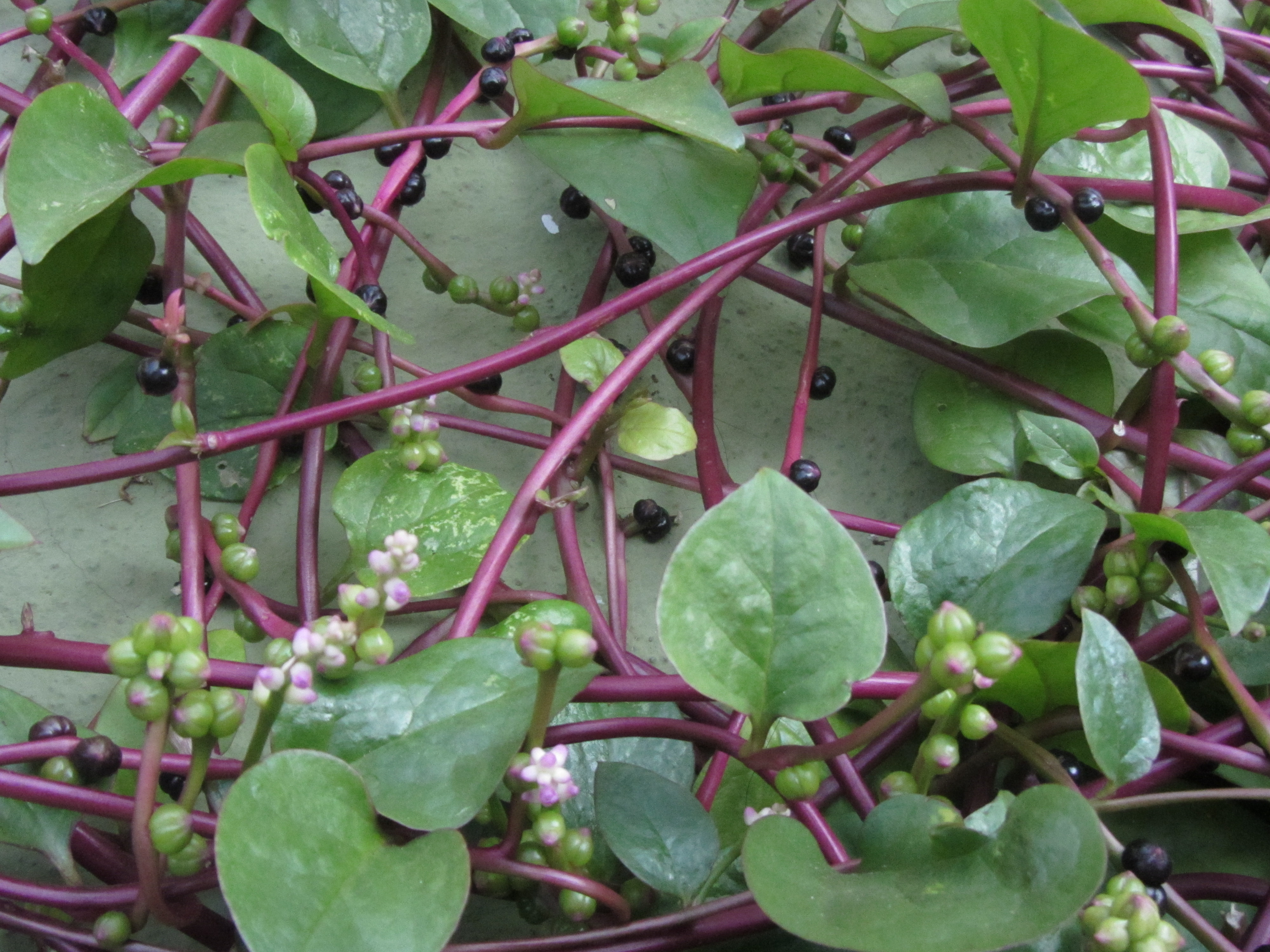
Malabarspinat (Basella alba) mit Blüten und Früchten

### Gattungen und Arten
Die Pflanzenfamilie der Basellgewächse (Basellaceae) ist mit nur vier Gattungen und etwa 19 bis 25 Arten im heutigen Umfang recht klein (Stand 2011):
- Anredera Juss. (Syn.: Beriesa Steud. nom. nud., Boussingaultia Kunth, Clarisia Abat, Tandonia Moq.): Die zwei bis zehn Arten sind in Neotropis von Texas, Florida und den Karibischen Inseln bis Galapagos und Argentinien weitverbreitet,[3] beispielsweise:
  - Madeirawein (Anredera cordifolia (Ten.) Steenis)[4]: Er ist ursprünglich in Südamerika verbreitet.[3]
- Basella L. (Syn.: Gandola L.): Von den vier bis fünf Arten kommt eine im tropischen bis südlichen Afrika, drei in Madagaskar[5] vor und eine ist pantropisch verbreitet.
- Tournonia Moq.: Sie enthält nur eine Art:[3]
  - Tournonia hookeriana Moq.: Sie vom westlichen Kolumbien bis ins nördliche Ekuador verbreitet.[3]
- Ullucus Caldas (Syn.: Melloca Lindl.): Sie enthält nur eine Art:[3]
  - Olluco (Ullucus tuberosus  Caldas, Syn.: Ullucus aborigineus Brücher, Ullucus kunthii Moq., Ullucus tuberosus subsp. aborigineus (Brücher) Sperling): Sie ist von Venezuela, Bolivien sowie Peru bis ins nördliche Argentinien (nur Jujuy) verbreitet und bildet genießbare Wurzelknollen.[6][3]